# Catedral de Westminster
La catedral de Westminster de Londres és l'església mare de la comunitat catòlica a Anglaterra i Gal·les i la seu metropolitana de l'arquebisbe de Westminster. Està dedicada a la Preciosíssima Sang de Jesucrist.
El terreny on s'alça la catedral originàriament pertanyia a monjos benedictins que s'establiren a la propera Abadia de Westminster, i va ser comprat per l'arquebisbat de Westminster el 1885.
És al barri de Victòria, SW1, a la ciutat de Westminster. És l'església catòlica més grossa d'Anglaterra i Gal·les, i no s'ha de confondre amb l'Abadia de Westminster, que pertany a l'Església d'Anglaterra.
John Betjeman va dir que era «una obra mestra en maó i pedra en un intricat patró d'unió, les cúpules són totes de maó que proven que al bon artesà no és menester l'acer o el formigó».

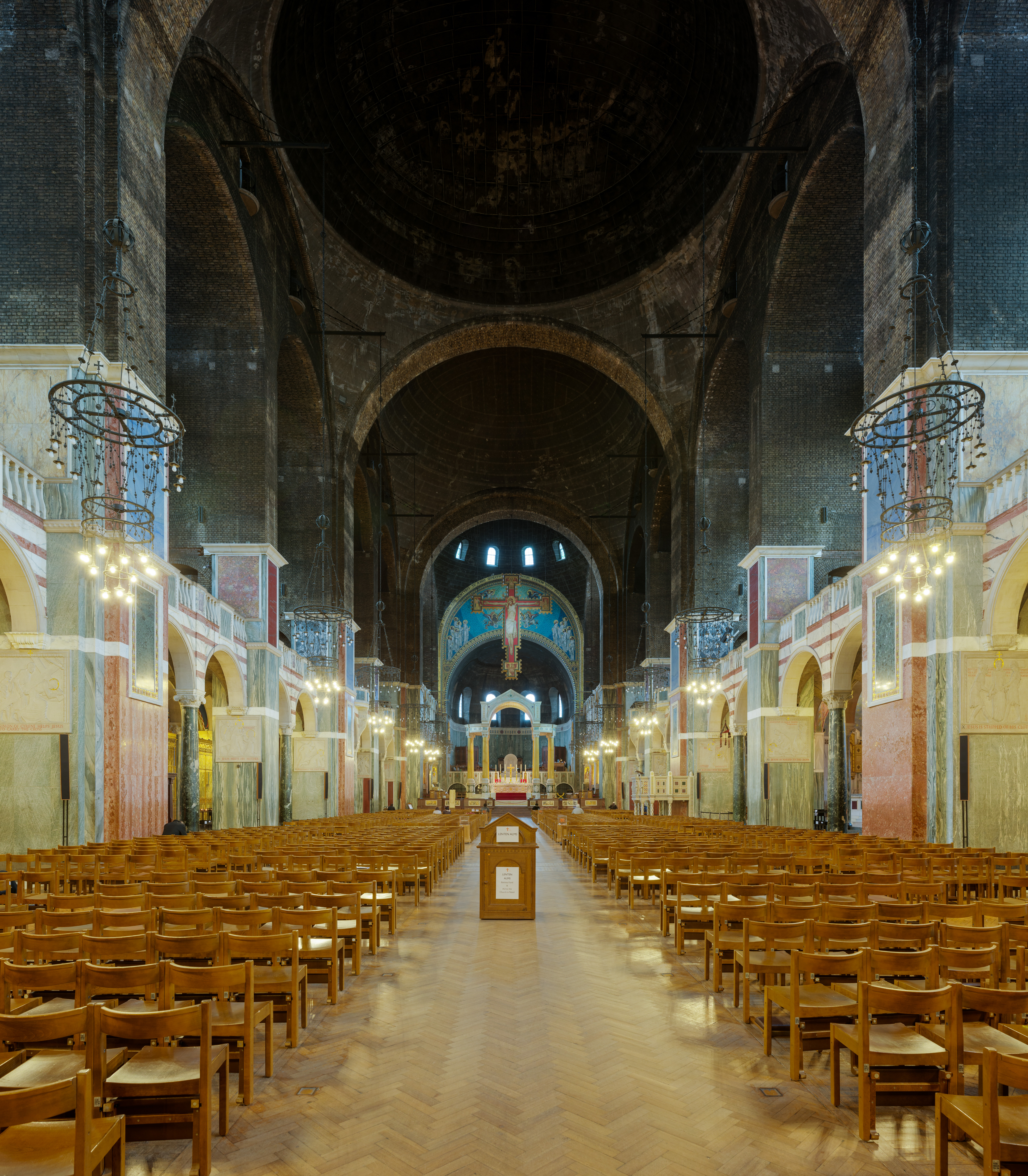
L'interior de la Catedral de Westminster

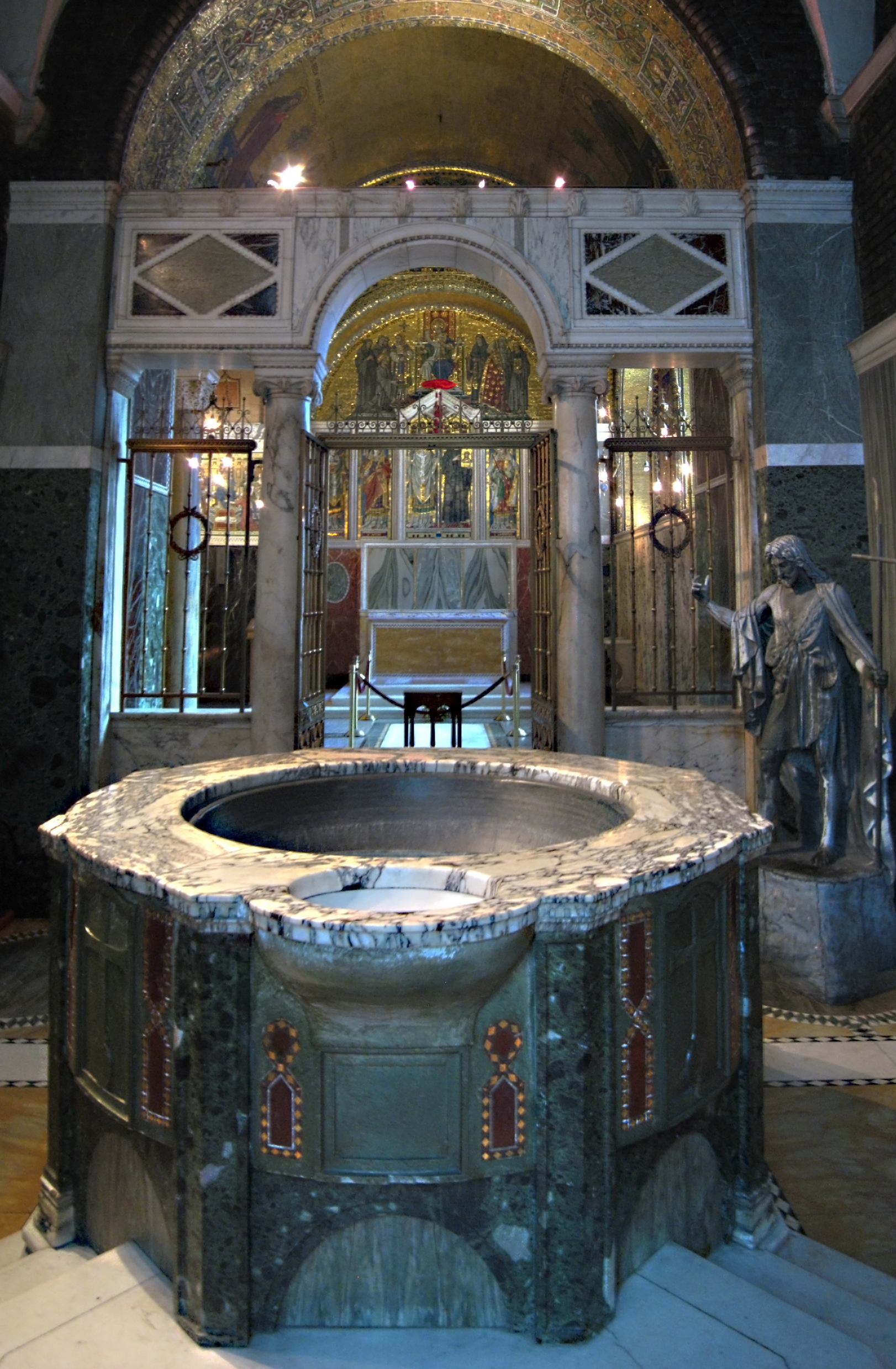
Baptisteri

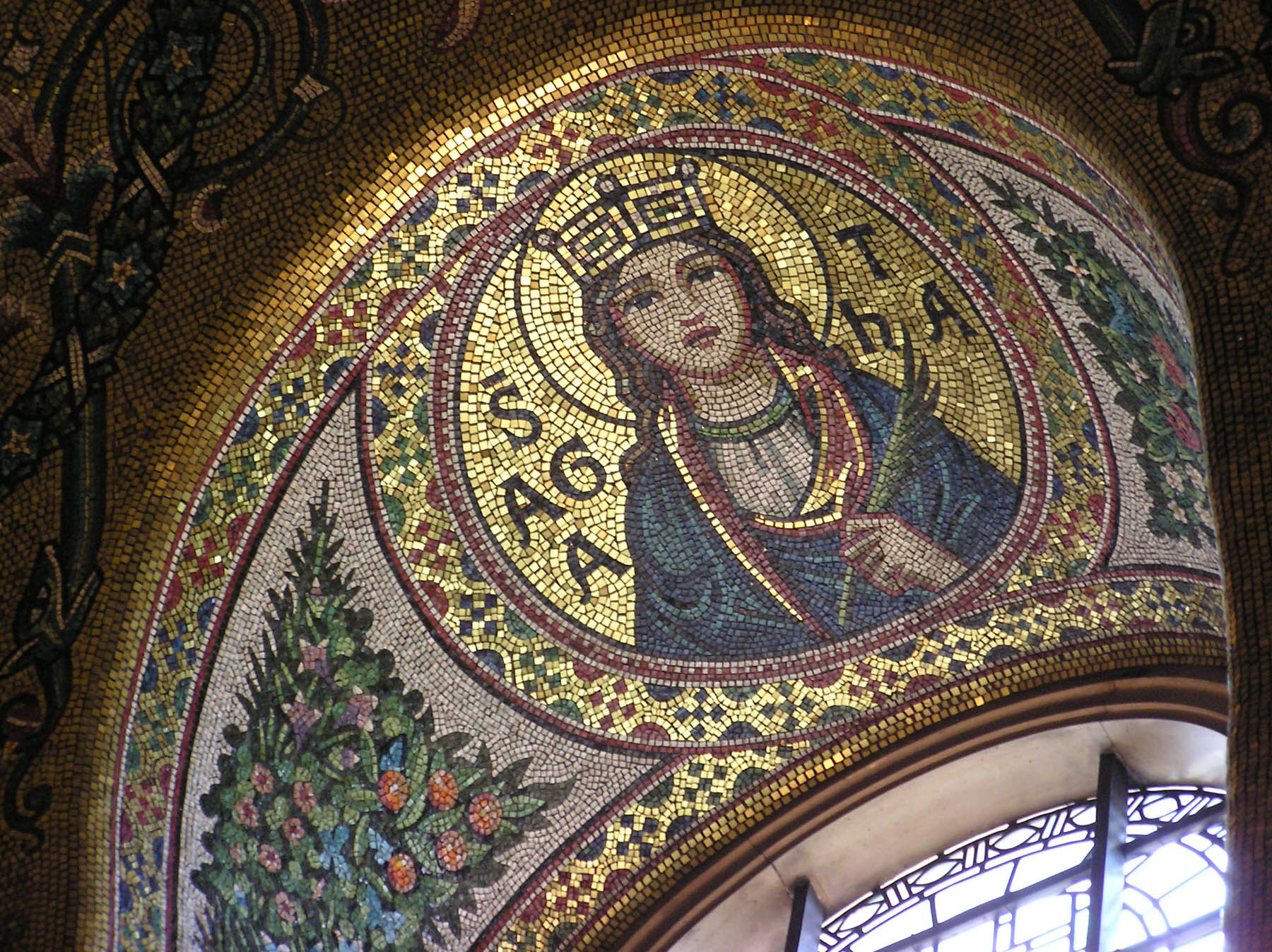
Els mosaics neobizantins de la catedral

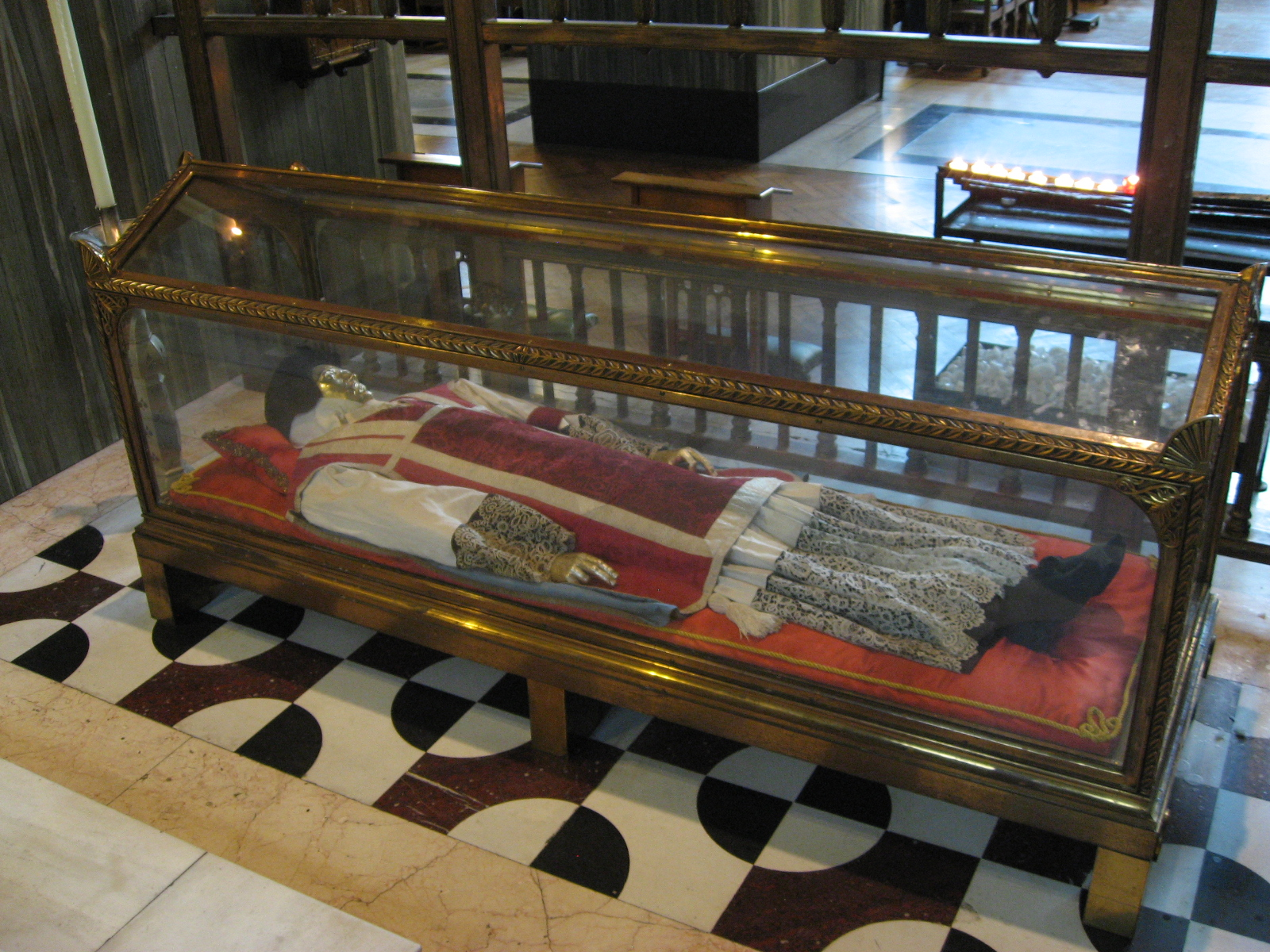
Relicari de Sant John Southworth

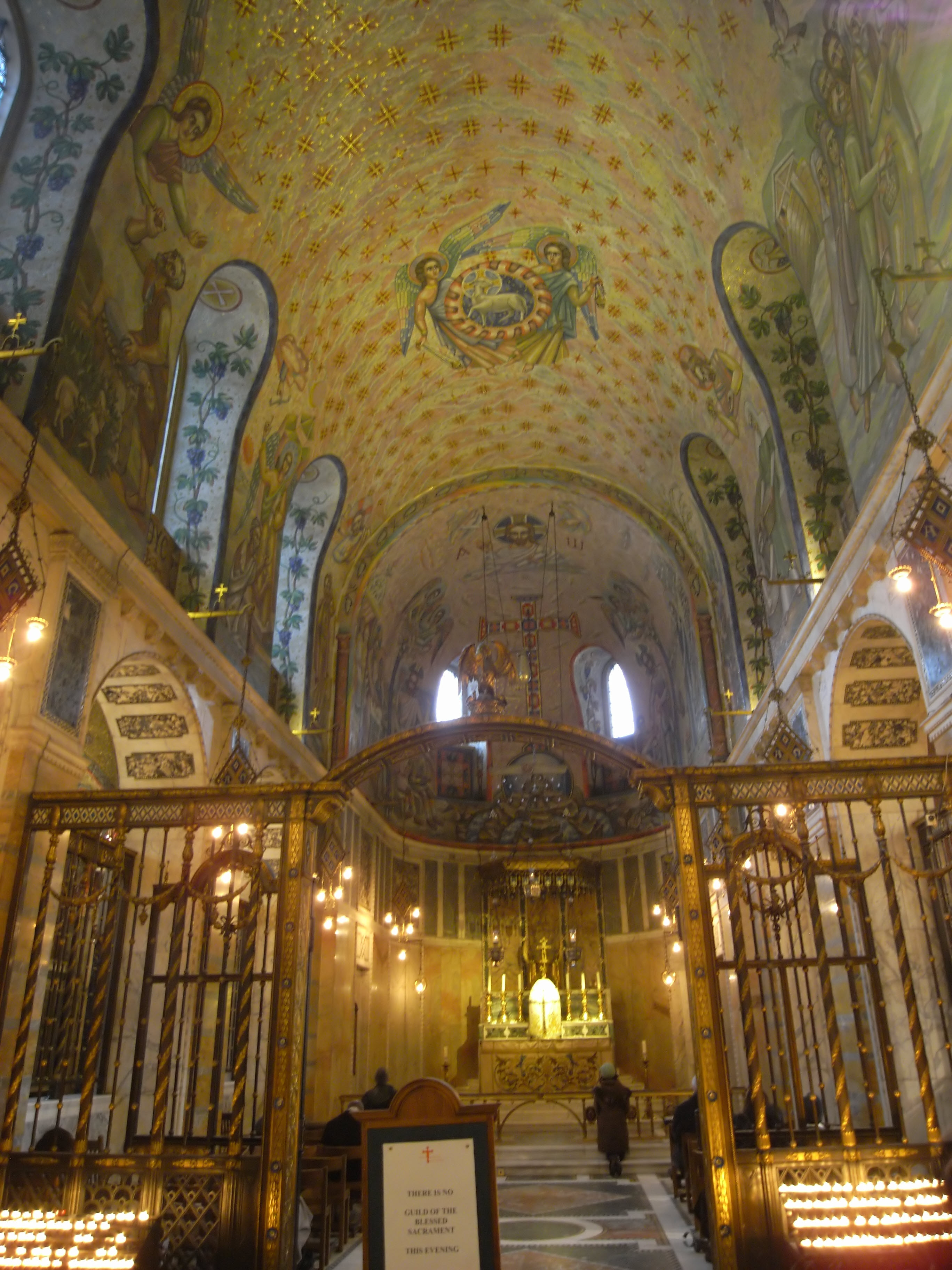
Capella del Santíssim Sacrament

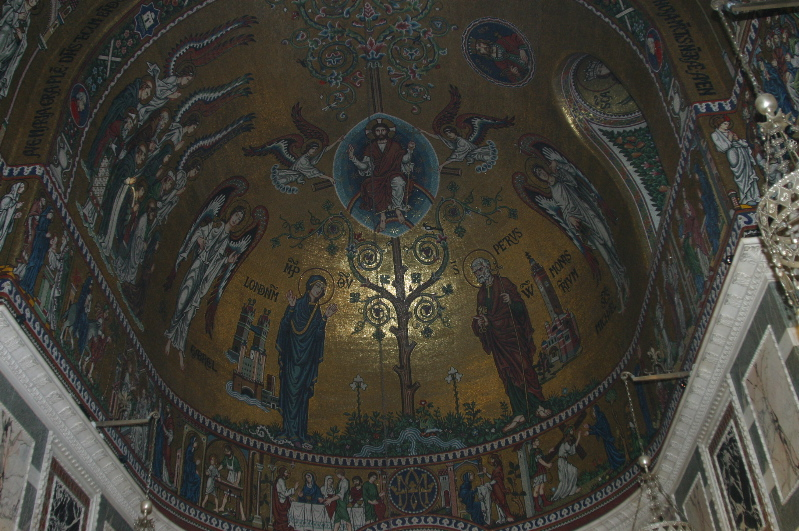
Volta de la Capella de la Mare de Déu

## Història
A final del segle xix, la jerarquia de l'Església Catòlica feia poc que havia estat restaurada a Anglaterra i Gal·les. En memòria del cardenal Wiseman (que havia mort el 1865 i havia estat el primer Arquebisbe de Westminster des de 1850) es va col·lectar per primera vegada una suma considerable de diners per una nova catedral. El successor de Wiseman, el cardenal Henry Edward Manning, el 1884 adquirí el terreny on hi havia hagut abans la segona presó de Tothill Fields Bridewell.
Després de dos inicis cancel·lats el 1867 (sota l'arquietecte Henry Clutton) i 1892 (amb el baró von Herstel com arquitecte), la construcció començà el 1895 sota el successor de Manning, el tercer arquebisbe Herbert Vaughan, amb John Francis Bentley com a arquitecte, i construït en un estil molt influenciat per l'arquitectura romana d'Orient.
La catedral es va estrenar el 1903, poc després de la mort de Bentley. Per motius econòmics la decoració interior amb prou feines s'havia començat i faltava molt per a completar-se. Sovint es pensa que la catedral de Westminster va ser el primer temple catòlic construït a Anglaterra després de la Reforma; però aquest honor pertany a St Patrick's, a Soho Square, construïda el 1792. Les primeres esglésies catòliques construïdes a la Gran Bretanya després de la Reforma són a Banffshire a Escòcia. Són St. Ninian's a Tynet, construïda el 1755 i la veïna St. Gregory's a Preshome, construïda el 1788. Ambdues són encara en ús.
Sota les normes de l'Església Catòlica d'aleshores, cap lloc de culte podia ser consagrat fins que no estigués lliure de deutes i acabat, de manera que la cerimònia de consagració no va poder tenir lloc fins al 28 de juny de 1910.
El 1923 la capella de Sant Andreu va ser restaurada per Gaetano Meo i Robert Weir Schultz.
El 1977, com a part de les celebracions del jubileu de plata, la reina Elisabet II va visitar la catedral. Tot i que no s'hi va celebrar cap servei religiós, la visita va ser molt simbòlica pel fet que era la primera visita d'un monarca britànic regnant a un temple catòlic des dels temps de la Reforma.
El 28 de maig de 1982, el primer dia de la visita pastoral de sis dies al Regne Unit, el papa Joan Pau II hi va celebrar una missa.
El 1995, a invitació del cardenal Basil Hume, la reina tornà a visitar la catedral, però aquest cop per a un servei litúrgic, el que va ser la primera participació d'un monarca britànic en una celebració catòlica en segles.
El 18 de setembre de 2010, en el tercer dia de la seva visita d'estat al Regne Unit, el papa Benet XVI també hi va celebrar una missa.
El gener de 2011 la catedral va ser la seu per la rebuda i ordenació de tres bisbes anteriorment anglicans al nou format Ordinariat Personal de Nostra Senyora de Walsingham.

## Arquitectura
Tot l'edifici, d'estil neobizantí, té una superfície construïda d'uns 5.017m2 ; el factor dominant del disseny, a més del campanar, és una nau àmplia i ininterrompuda, de 18m, coberta amb voltes de claustre.
En la planificació de la nau, es va adoptar un sistema de suports no molt diferent al que es veu en la majoria de les catedrals gòtiques, on contraforts enormes, però estrets, es projecten en intervals, i endurits per murs transversals, arcuacions i voltes. A diferència d'una catedral gòtica, a Westminster estan limitades a l'interior. Els principals pilars i arcs transversals que suporten les voltes de la nau central es divideixen en tres compartiments, cadascun de 5,56 m2 . Les cúpules reposen en els arcs a una alçada de 27m des del terra, l'alçada interna total és de 34 m.
En triar un tipus de cúpula de petxina, de concavitat poc profunda, per la teulada principal, el pes i la pressió es redueixen al mínim. Les cúpules i petxines són de formigó, i, com que es van dispensar sostres estranys de fusta, era necessari construir una coberta externa independent prima de pedra impermeable. La coberta plana de formigó al voltant de les cúpules és coberta amb asfalt. Les extensions que s'obren cap a fora en tots els costats fan que la corona de la cúpula sembla independents de suport.
La terminació oriental de la catedral suggereix l'estil romànic o llombard del nord d'Itàlia. La cripta amb obertures cap al santuari, doncs, segueix estretament la de la basílica de Sant Ambròs de Milà, la columnata oberta sota el ràfec, el sostre de fusta seguint la corba de la punta, són totes les característiques familiars. Els enormes contraforts resisteixen la pressió d'una volta de 14,5 m d'envergadura. Tot i que el pla cruciforme és a penes perceptible a l'interior de l'edifici, es posa l'accent en l'exterior pels creuers audaçment sortints. Aquests amb els seus frontons bessones, teulades de pissarra, i torrasses quadrats amb opercles piramidals de pedra suggereixen un prototip normand en marcat contrast amb la resta del disseny.
Les principals parts estructurals de l'edifici són de maó i formigó, aquest últim material que s'utilitza per a les voltes i cúpules de gruix graduat i corba complicada. Seguint la tradició romana d'Orient, l'interior va ser dissenyat amb vista a l'aplicació de marbre i mosaic. Al llarg de l'exterior, la introducció luxosa de bandes de pedra blanca en connexió amb el maó vermell (en sí bastant comú en l'àrea immediata) produeix una impressió bastant aliena a l'ull britànic. La façana principal d'entrada deu la composició, en certa manera, a un accident en lloc de disseny. La característica més destacada de la façana és l'arc profundament encastat a l'entrada central, flanquejat per tribunes i torrasses d'escala. L'elevació al nord, amb una longitud de prop de 91,5 m en contrast amb les línies verticals del campanar i els braços del creuer, és més impressionant. Es basa en un fons soterrani continu i pla de granit, i només per sobre de la coberta plana de les capelles no l'estructura assumeix un esquema variat.
A l'entrar a la catedral el visitant que conegui Sant Marc a Venècia, o les esglésies de Constantinoble, notarà l'absència d'un nàrtex exterior ampli i ben il·luminat, que comprèn totes les entrades principals; però això s'oblida aviat a la vista de les belles proporcions de la nau, i les columnes de marbre, amb capitells de tipus romà d'Orient, que suporten les galeries i altres parts auxiliars de la construcció. Els marbres seleccionats per a les columnes van ser, en alguns casos, trets d'antigues pedreres romanes, principalment a Grècia.

### L'altar major
La característica central de la decoració de la catedral és el baldaquí sobre l'altar major. Aquesta és una de les estructures més grans del seu tipus, l'ample total és de 9,5m, i l'alçada és d'11,5m. La part superior de marbre blanc té riques incrustacions de marbres de colors, lapislàtzuli, perles i or. Vuit columnes de marbre groc, de Verona, donen suport al baldaquí sobre l'altar major, i altres, blancs i rosats, de Noruega, suporten les galeries d'òrgans.
Darrere el baldaquí la cripta emergeix per sobre del pis del santuari, i el podi format d'aquesta manera es trenca enmig dels passos que condueixen al reraltar. La paret corba de la cripta està folrada amb planxes estretes de marbre verd. L'obertura d'aquesta cripta és una càmera més petita, directament sota l'altar major. Aquí reposen les restes dels dos primers arquebisbes de Westminster, el cardenal Wiseman i el cardenal Manning. L'altar i les relíquies de sant Edmond de Canterbury ocupen un lloc al costat sud de la càmera. La petita capella de sant Tomàs de Canterbury, va entrar des del transsepte nord, s'utilitza com una capella per al cardenal Vaughan. Un gran crucifix d'estil romà d'Orient, suspès des de l'arc santuari, domina la nau.

### Capelles
S'accedeix a capella del Santíssim Sagrament, a la banda nord del santuari, i la capella de la Mare de Déu al sud a partir dels creuers; tenen 6,7 m d'ample, amb arcades obertes, voltes de canó, i els caps absidals. A l'altar de la capella del Santíssim Sagrament hi ha suspès un petit baldaquí de la volta, i la capella està tancada amb reixes i grosses portes de bronze. A la capella de la Mare de Déu els murs estan revestits en marbre i l'altar retaule és un mosaic de la Verge i el Nen, envoltada per un marc de marbre blanc. Els cargols de la capella contenen mosaics predominantment blaus dels profetes de l'Antic Testament Daniel, Isaïes, Jeremies i Ezequiel. A diferència de la capella del Santíssim, la dedicat a la Santíssima Verge és completament oberta.
Les capelles a les quals es pot accedir des dels passadissos de la nau també tenen 6,7 m d'ample, i ensostrades amb una senzilla volta de canó. La capella dels sants Gregori i Agustí, al costat del baptisteri, de la qual està separada per una pantalla oberta de marbre, va ser la primera de les quals es va completar la decoració. El revestiment de marbre dels molls s'eleva al nivell d'arrencada de la volta i aquest nivell ha determinat l'altura del retaule de l'altar i de la pantalla oposada. A la paret lateral, a sota de les finestres, el dau de marbre s'eleva a poc més de la meitat d'aquesta alçada. De les cornises la decoració de mosaic comença a les parets i volta. Aquesta disposició general s'aplica a totes les capelles però cada una té el seu propi caràcter artístic diferent. Per tant, en agut contrast amb la capella dedicada a sant Gregori i sant Agustí, que conté mosaics vibrants, la capella de les Santes Ànimes empra un estil gairebé fúnebre més tènue, decoració d'estil victorià tardà sobre un fons d'argent.
Com en totes les esglésies catòliques, les estacions del Camí de la Creu es troben al llarg dels passadissos exteriors. Les de la Catedral de Westminster són obra de l'escultor Eric Gill, i són considerats entre els millors exemples del seu treball.

## Els mosaics
Quan l'arquitecte de la catedral John Bentley va morir, els mosaics de la catedral no estaven completats i Bentley va deixar molt pocs esbossos i dissenys. En conseqüència, el subjecte i estils dels mosaics van ser influenciats pels donants, així com dissenyadors, supervisats per un comitè catedralici. De fet, la influència de Bentley, en realitat, només es veu en la capella dedicada a les Santes Ànimes. A causa de l'absència prevalent dels dissenys reals de Bentley, no hi va haver acord real sobre quin aspecte havien de tenir els mosaics, i en un cas, els mosaics ja instal·lats (els de la capella dedicada al Sagrat Cor) van ser retirats després de la mort de l'artista, George Bridge.
La major part dels mosaics instal·lats durant el període 1912-1916 es van realitzar pels devots del moviment Arts and Crafts (Arts i Oficis). Els que són a la capella de la Mare de Déu van ser instal·lats per l'experimentada mosaïcista Gertrude Martin (que havia treballat amb George Bridge), el 1912-1913. El treball va ser supervisada per Anning Bell i Marshall, que més tard va dissenyar el mosaic del Crist en Majestat, que està per sobre de l'entrada de la catedral. Els mosaics (pagats pel quart marquès de Bute) a la capella dedicada a Andreu apòstol també pertanyen a la feina del moviment Arts and Crafts.
El període de cinc anys comprès entre 1930 i 1935 va veure una enorme quantitat de treball. Es van posar mosaics a la capella de la Mare de Déu, a les alcoves per sobre dels confessionaris, a la cripta dedicada a Sant Pere, així com a l'arc santuari.
No se'n van posar més fins al 1950 quan es van posar mosaics al creuer sud un amb santa Teresa de Lisieux (més tard substituït per un de bronze) i un altre (en memòria dels membres del Royal Army Medical Corps que van morir en la Segona Guerra Mundial) a la capella de Sant Jordi el 1952. Des 1960-1962 la Capella del Santíssim Sagrament era decorada en un estil tradicional, paleocristià, amb els mosaics predominantment de color rosa pàl·lid que havia de donar una sensació de llum i espai. El dissenyador, Boris Anrep, va triar diversos temes eucarístics, com ara el sacrifici d'Abel, l'hospitalitat d'Abraham i la recollida del mannà al desert, així com la multiplicació dels pans i dels peixos i les noces de Canà. En la seva vellesa, Anrep també va actuar com a assessor i dibuixant principal dels mosaics instal·lats a la capella de Sant Pau apòstol (1964-1965) Aquests mosaics representen diferents moments de la vida de Pau; la seva ocupació com a fabricant de tendes, la seva conversió a Crist, el naufragi a Malta i la seva execució a Roma.
A la visita del papa Joan Pau II el 1982 es va instal·lar un mosaic nou sobre de l'entrada nord-oest. En comptes d'una escena, aquest mosaic és una inscripció: «Porta sis ostium pacificum par eum qui se ostium appellavit, Jesus Christum» (Que aquesta porta és la porta de la pau per mitjà d'Ell que es feia trucar a la porta, Jesucrist). El 1999 el mosaic de Patrici d'Irlanda, portant un trèvol i un bàcul pastoral, així com trepitjant una serp, es va instal·lar l'entrada de la capella en honor seu. El 2001 un mosaic cridaner de sant Albà, fortament influenciat per l'estil de la primera iconografia romana d'Orient, va ser instal·lat pel dissenyador, Christopher Hobbs. A causa de l'acollida molt favorable d'aquest treball, Hobbs va ser comissionat per a més mosaics: la capella de Sant Josep, que conté mosaics de la Sagrada Família (2003) i els homes que treballen a la Catedral de Westminster (2006). Hobbs també va fer la capella en honor de sant Thomas Becket que il·lustra el sant dempeus al davant de l'antiga catedral de Canterbury a la paret est de la capella i l'assassinat de Thomas a la paret oest. La volta està decorada amb un disseny de flors, circells i medallons (2006). A partir del 2011, hi havia plans per a altres mosaics, per exemple Sant Francesc d'Assís i Sant Antoni de Pàdua al nàrtex.

## Música
Malgrat la seva relativament curta història, en comparació d'altres catedrals angleses, Westminster té una tradició coral distingida, i el cor és considerat com a bo. Aquesta excel·lència musical té el seu origen en la visió compartida del cardenal Vaughan, fundador de la catedral, i de Sir Richard Runciman Terry, el seu primer Cap de Música. Terry va preparar els seus coristes durant un any abans del primer servei cantat en públic. Per a la resta del seu mandat (fins a 1924) va perseguir un celebrat renaixement de grans quantitats d'obres llatines del repertori del Renaixement anglès, la majoria dels quals havien quedat oblidats des de la Reforma. Els estudiants del Royal College of Music que es convertirien en noms de la casa es van introduir a la seva herència quan Charles Villiers Stanford els va enviar a la catedral per escoltar «la polifonia per un penic» (la polifònia per un duro). Aquest programa també requereix perfeccionar la capacitat de lectura a primera vista dels nens a un nivell llavors sense precedents.
Les tradicions musicals de la catedral han estat confirmades pels successius mestres de la música. Els titulars han inclòs George Malcolm, els aguts del qual innovaren un to brillant continental, «veus com navalles», per citar un auditor; Colin Mawby, Stephen Cleobury, David Hill i James O'Donnell. Des de l'any 2000, la plaça ha estat ocupada per Martin Baker.
El cor ha encarregat moltes obres de compositors distingits, molts dels quals són més coneguts per llur contribució a la música anglicana, com Benjamin Britten i Ralph Vaughan Williams. No obstant això, el cor és particularment conegut per interpretar el cant gregorià i les polifonies del Renaixement. Tots els escolans són pensionistes de la veïna Westminster Cathedral Choir School.
A diferència de la majoria d'altres catedrals angleses, Westminster no té un cor separat; en canvi, el cor s'oculta de la vista a l'absis darrere de l'altar major. Això, amb l'excel·lent acústica de la catedral, contribueix al seu so distintiu.
A la galeria oest, el Gran Òrgan de quatre manuals i 81 parades ocupa una posició més al comandament de la que molts altres òrgans catedral britànics gaudeixen. Construït per Henry Willis III entre 1922 i 1932, roman un dels més reeixits i admirats. Una de les peces per a orgue més conegudes de Louis Vierne, «Carillon de Westminster», el moviment final de la Suite n. 3 (Op. 54) de Pièces de Fantaisie, va ser composta per aquest orgue i va ser dedicat al constructor. L'òrgan absis de quinze parades va ser construït el 1910 per Lewis & Co. Encara que el gran orgue té la seva pròpia consola connectada, una consola a l'absis es pot tocar en tots dos instruments.
El 19 de juny de 2007 l'estrena de John Tavener de 'Els Bells Noms', un entorn dels 99 noms d'Al·là que es troben en l'Alcorà, es va interpretar a la Catedral pel Cor i Orquestra Simfònica de la BBC, en presència de Sa Altesa Reial el Príncep de Gal·les.

### El Cor
L'establiment d'una bona base de cor era part de la visió original del fundador de la catedral, el cardenal Herbert Vaughan. Vaughan va posar gran èmfasi en la bellesa i la integritat de la litúrgia de la nova catedral, i considerada una escola de cor residencial com essencial per a realitzar la seva visió. Misses i oficis diaris cantats es van establir immediatament quan la catedral es va obrir el 1903, i han continuat sense interrupció des de llavors. Avui en dia, el Cor de la Catedral de Westminster és l'únic cor catòlic professional en el món a cantar la missa diària i les Vespres.
Sir Richard Runciman Terry, primer Mmestre de música de la catedral, va provar ser una elecció inspirada. Terry era alhora un brillant preparador de cors i un erudit pioner, un dels primers musicòlegs que va reviure les grans obres d'altres compositors del Renaixement europeu i anglès. Terry construí la reputació del Cor de la Catedral de Westminster en actuacions de música —de Byrd, Tallis, Taverner, Palestrina, Victoria, entre d'altres — que no s'havia sentit des dels segles xvi i xvii, i la missa a la catedral aviat va comptar amb la presència de músics curiosos, així com dels fidels. La interpretació de les grans misses renaixentistes i motets en el seu context litúrgic adequat roman la pedra angular de l'activitat del cor.
George Malcolm va consolidar la reputació musical del Cor de la Catedral de Westminster durant el seu temps com mestre de música en particular a través de la ja mítica gravació de Victoria's Tenebrae Responsories. Entre els titulars del càrrec apareixen Francis Cameron, Colin Mawby, Stephen Cleobury, David Hill i James O'Donnell. El cor continua prosperant sota el mestre actual de música, Martin Baker, que ocupa el càrrec des de 2000.
A més de les seves actuacions d'obres mestres del Renaixement, el Cor de la Catedral de Westminster ha ofert moltes primeres actuacions de música escrita especialment per a el per compositors contemporanis. Terry va donar a les estrenes de música de Vaughan Williams (la seva Missa en sol menor va ser estrenada en un context litúrgic en una missa a la catedral), Gustav Holst, Herbert Howells i Charles Wood; el 1959 Benjamin Britten va escriure la seva Missa brevis pels coristes; i des de 1960 obres de Lennox Berkeley, William Mathias, Colin Mawby i Francis Grier s'han afegit al repertori. Més recentment quatre noves misses de Roxanna Panufnik, James MacMillan, Sir Peter Maxwell Davies and Judith Bingham s'han estrenat a la catedral. El juny de 2005 el cor va realitzar l'estrena mundial de la Missa Brevis per a veus joves de Sir John Tavener.
El Cor de la Catedral de Westminster va fer el seu primer enregistrament el 1907. Molts més han seguit en la discografia del cor, més recentment l'aclamada sèrie del segell Hyperion, i molts premis s'han atorgat als enregistraments del cor. D'entre aquests, els més prestigiosos són els Premis Gramophone 1998 tant per a 'Millor Enregistrament Coral de l'Any" i "Enregistrament de l'Any", per a la realització de la Missa de Martin per doble cor i del Requiem de Pizzetti's.
Els enregistraments del cor inclouen dos discos de Palestrina al segell d'Hyperion: la Missa Hodie Christus Natus Est amb motets per Advent i Nadal, i la Missa Dum complerentur amb motets de Pentecosta i cant pla. A més, ha gravat la Missa de MacMillan i una missa completa pel diumenge de Pasqua al segell Herald. Més recents enregistraments inclouen un disc de música mariana i la Missa de Vaughan Williams en sol menor, que va ser gravat al juliol de 2004.
Quan els deures de la catedral ho permeten, el cor també dona concerts tant a casa com a l'estranger. Han cantat en molts festivals importants, incloent Aldeburgh, Cheltenham, Salzburg, Copenhaguen, Bremen i Spitalfields. Ha aparegut en moltes de les principals sales de concerts de Gran Bretanya, entre ells el Royal Festival Hall, el Wigmore Hall i el Royal Albert Hall.
El Cor de la Catedral de Westminster ha emprès recentment una sèrie de gires internacionals, incloent visites a Hongria, Alemanya i els Estats Units. El cor va participar en el Festival Internacional de Cant Gregorià de 2003 i 2006 a Watou a  Bèlgica i el cor complet ha actuat dues vegades en el Festival Internacional de Música Sacra d'Oslo al març de 2006. A l'abril de 2005, 2007 i 2008 va participar en el festival "Due Organi in Concerto" de Milà. A l'octubre de 2011, van cantar el concert inaugural de l'Institut de Música Sacra de Sant Joan a Minnesota.

## En la cultura popular
Al film d'Alfred Hitchcock Enviat especial, l'intent d'assassinat del periodista interpretat per Joel McCrea té lloc al campanar de la catedral.
Al film Elizabeth: l'edat d'or, de Shekhar Kapur, les escenes que tenen lloc al monestir d'El Escorial van ser rodades a la catedral de Westminster.
L'artista irlandès Brian Whelan ha pintat la catedral.

## Enterraments
- Richard Challoner (1691–1781) Vicari apostòlic del Districte de Londres (reenterrat a la cathedral el 1946)
- Nicholas Wiseman (28 de setembre de 1850 – 15 de febrer de 1865) Primer Arquebisbe de Westminster després del restabliment de la jerarquia catòlica a Anglaterra i Gal·les el 1850
- Henry Edward Manning (16 de maig de 1865 – 14 de gener de 1892) Arquebisbe de Westminster
- Herbert Vaughan (8 d'abril de 1892 – 19 de juny de 1903) Arquebisbe de Westminster
- Arthur Hinsley (1 d'abril de 1935 – 17 de març de 1943) Arquebisbe de Westminster
- Bernard Griffin (18 de desembre de 1943 – 19 d'agost de 1956) Arquebisbe de Westminster
- William Godfrey (3 de desember de 1956 – 22 de gener de 1963) Arquebisbe de Westminster
- John Heenan (22 de febrer de 1965 – 7 de novembre de 1975) Arquebisbe de Westminster
- Basil Hume (9 de febrer de 1976 – 17 de juny de 1999) Arquebisbe de Westminster